# An Dekker
An Dekker (geboortenaam Ali Stegeman; Zwolle, 27 september 1931 – Montauban, 2 september 2012) was een Nederlandse beeldhouwer, grafisch ontwerper, uitgever en feministe. Haar abstracte beeldhouwwerken symboliseren de dynamiek van oorlog, vrede en menselijke relaties.

## Biografie
De ouders van An Dekker waren Aaltje Dekker (1901-1974) en Jan Berend Stegeman (1899-1990). Zij noemden hun in 1931 geboren dochter Ali. Zij kreeg zoals toen automatisch gebeurde de naam van haar vader. Ali Stegeman veranderde op een onbekende datum haar naam naar An Dekker.  
De familie van Dekker was betrokken bij de Nederlandse communistische gemeenschap en moest daarom Nederland ontvluchten na de Duitse aanval en bezetting door Nazi-Duitsland in 1940. Dekker was vanaf jonge leeftijd geïnteresseerd in de beeldhouwkunst. Zij studeerde in de jaren 50 aan de Rijksakademie van beeldende kunsten in Amsterdam. Daarna verhuisde ze naar Parijs om haar artistieke loopbaan verder te brengen via de Académie de la Grande Chaumière in Parijs. In Frankrijk werkte ze in de studio van Ossip Zadkine. Ze hield in 1953 haar eerste tentoonstelling in Nîmes, in het Maison Carré, een oude Romeinse tempel.
In 1957 verhuisde Dekker met haar man, de voedselchemicus Dick McKone naar Nigeria, waar ze zou wonen en werken tot 1971. In haar werk werd ze beïnvloed door de artistieke tradities van Nigeria. In Nigeria startte zij een speelgoedfabriek met eigen ontwerpen.
Haar man kwam in Nigeria om bij een ongeval. Dekker hertrouwde met de psychiater Tolani Asuni (1924 - 2011), maar dit huwelijk eindigde in een echtscheiding.
In 1972 verhuisde Dekker naar Londen. In het Verenigd Koninkrijk werd Dekker onderdeel van de opkomende Women's liberation movement (vrouwenbevrijdingsbeweging). Tot midden jaren 80 werkte ze als grafisch ontwerper voor socialistische en feministische publicaties. Zij was ook medeoprichter van een collectief van vrouwelijke grafisch ontwerpers. Ze vertaalde De schaamte voorbij, de autobiografische roman van Anja Meulenbelt, in het Engels.
Ze keerde midden jaren 80 terug naar haar geboorteland en werd in 1984 directeur van de Feministische Uitgeverij Sara. Sara kreeg financiële problemen, die volgens sommigen te wijten waren aan Dekker. In april 1986 vertrok ze bij Sara en startte in september 1986 haar eigen Uitgeverij An Dekker. In 1991 kreeg deze uitgever surseance van betaling. Een faillissement werd voorkomen doordat de uitgeverij overging in feministische uitgeverij Vita onder leiding van Gemma Polders.
Met haar vriendin Ankie Peypers, dichteres, verhuisde ze in het begin van de jaren 1990 naar Frankrijk. In 1997 ging Dekker weer beeldhouwen, een ambacht dat ze bleef beoefenen tot aan haar dood in 2012.
An Dekker had drie dochters, Pyrrol en Titi (Titilola), die beiden voor haar eigen dood overleden, en Ninon. Ze had ook een zoon Tomi.

## Enkele uitgaven van Uitgeverij An Dekker
- Hemel en aarde - vertaling van Christa Reinig's Die himmlische und die irdische Geometrie
- 1986: Paard Heer Mantel - Doeschka Meijsing (poëzie)
- 1987: Mijn naaste naaste (bloemlezing poëzie)
- 1988: Een beeld van een vrouw: Nederlandse beeldhouwsters uit de school van Bronner met de Stichting Vrouwen in de Beeldende Kunst in een redactie van Marjan Reinders.
ISBN 90 5071 055 7
- 1989: Tussen verleiden en verkrachten - Joop Beelen, ISBN 90 5071 073 5
- 1990: Een half jaar AZT (6x daags 2 capsules) - Frans Stein
- 1990: De witte mummie - Tijsine Huisman
- 1990: Wegens emancipatie gesloten - Papatya Nalbantoglu